# Xu Chao
Xu Chao (* 5. November 1994 in Shanghai; † 10. November 2024) war ein chinesischer Bahnradsportler, der auf Kurzzeitdisziplinen spezialisiert war.

## Sportliche Laufbahn
Xu Chao begann seine Radsportkarriere zunächst auf der Straße, bis er seinen Fokus auf die Bahn legte. 2013 wurde er gemeinsam mit Hu Ke und Tang Qui Asienmeister im Teamsprint. Bei den Ostasienspielen im selben Jahr wurde er Dritter im Sprint. In den folgenden Jahren stand er mehrfach mit Hu Ke und Bao Sai Fei bei asiatischen Meisterschaften auf dem Podium im Teamsprint, 2015 wurde er chinesischer Meister im Keirin. Beim Lauf des Bahnrad-Weltcups 2015/16 in Hongkong wurde er Zweiter im Sprint.
Bei den asiatischen Radsportmeisterschaften 2016 errang Xu Chao drei Silbermedaillen. Anschließend wurde er für den Start im Sprint bei den Olympischen Spielen in Rio de Janeiro nominiert; er belegte Rang sechs. 2018 siegte er bei den Asienspielen mit Li Jianxin und Zhou Yu im Teamsprint. 2019 holte er bei den Asienmeisterschaften jeweils Silber im Sprint sowie im Teamsprint (mit Guo Shuai und Zhou Yu).
2021 wurde Xu Chao zur Teilnahme an den Olympischen Spielen in Tokio nominiert, wo er im Sprint (18.) und Keirin (=27.) startete.
Xu starb am 10. November 2024 im Alter von 30 Jahren, nachdem er während eines Trainings in Hainan gestürzt war.

## Erfolge
2013
- Asienmeister – Teamsprint (mit Hu Ke und Tang Qui)
- Ostasienspiele – Sprint

2014
- Asienmeisterschaft –  Teamsprint (mit Hu Ke und Bao Sai Fei)
- Asienspiele –  Teamsprint (mit Hu Ke und Bao Sai Fei)

2015
- Asienmeisterschaft –  Teamsprint (mit Hu Ke und Bao Sai Fei)
- Chinesischer Meister – Keirin

2016
- Asienmeisterschaft – Sprint, Keirin, Teamsprint (mit Hu Ke und Bao Sai Fei)

2017
- Chinesischer Meister – Sprint

2018
- Asienspielesieger –  Teamsprint (mit Li Jianxin und Zhou Yu)

2019
- Asienmeisterschaft – Sprint, Teamsprint (mit Guo Shuai und Zhou Yu)